# Gilbert Hunt
Gilbert Agnew Hunt Jr (Washington, 4 marzo 1916 – Princeton, 30 marzo 2008) è stato un tennista e matematico statunitense. Ha dato un contributo fondamentale alla teoria del potenziale e alla enucleazione e sistemazione dei suoi rapporti con la sua controparte probabilistica, la matematica del moto browniano, attraverso "monumentali articoli" pubblicati tra il 1957 e il 1958.

## Biografia

### Carriera sportiva
Come tennista, Hunt mostrò un talento precoce tra i sedici e i diciotto anni, quando si classificò due volte al primo posto del ranking nazionale nella categoria junior indoor. Da allora, il tennis rimarrà la grande passione della sua vita: la sua carriera sportiva si svolse negli anni '30 e '40 del Novecento, arco di tempo in cui i riuscì a raggiungere due volte i quarti di finale nel singolare agli Open di tennis degli Stati Uniti: nell'edizione del 1938, quando sconfisse Bobby Riggs ma fu poi fermato da Gene Mako, e nell'edizione 1939, quando fu battuto da John Bromwich.
In parallelo alla carriera sportiva, Hunt coltivava il suo talento matematico: questo fatto, unito all'espressione della sua personale eccentricità, gli diede una notevole visibilità sui campi da gioco e sulle cronache dei giornali: gli piaceva giocare a piedi nudi e a volte si calcava in testa un cappello di paglia del tipo floscio che vestono i contadini; poteva anche capitare che decidesse di abbandonare il campo da tennis quando si sentiva insoddisfatto del proprio modo di giocare.

### Carriera scientifica e accademica
Studiò al Massachusetts Institute of Technology dal 1934 al 1936 ma abbandonò gli studi per seguire la sua passione sportiva e dedicarsi al tennis. Riprese a studiare poco dopo iscrivendosi alla George Washington University dove conseguì la laurea in matematica nel 1938.
Nel 1941, durante la seconda guerra mondiale, fu arruolato nell'Esercito americano e fu addestrato per contribuire alle previsioni del tempo atmosferico: come matematico, diede un contributo allo sviluppo di modelli di previsione meteorologica finalizzati ad agevolare lo sbarco in Normandia degli Alleati in occasione del D-Day. Dimesso dall'esercito con il grado di capitano, dal 1946 al 1949, mentre coltivava la sua passione sportiva fu affiancato come assistente di John von Neumann all'Institute for Advanced Study di Princeton.
Nel 1948 ottenne il Ph.D in matematica alla Princeton University sotto la supervisione di Salomon Bochner, discutendo una tesi dottorale dal titolo On Stationary Stochastic Processes.
Entrò in facoltà a Princeton nel 1959, dove insegnò fino al 1962, quindi si spostò alla Cornell University, dove trascorse tre anni di insegnamento, dal 1962 al 1965. Dal 1966 fu di nuovo alla Princeton University dove rimase fino al pensionamento, avvenuto nel 1986.
La sua personalità era arricchita da una vastità di interessi culturali che andavano oltre la matematica e spaziavano fino all'arte e alla letteratura, tanto che i suoi colleghi di Princeton lo definivano, per questo motivo, un "uomo rinascimentale".
Negli anni sessanta, quando era all'acme della sua creatività matematica, si scoprì affetto da degenerazione maculare, una malattia che lo avrebbe portato alla progressiva cecità: la patologia lo costrinse ad abbandonare il tennis e gli rese sempre più difficile la pratica della matematica, che Hunt, tuttavia, nonostante la menomazione subita, continuò sviluppando personali metodi per potervisi dedicare ancora.

#### Risultati scientifici
Da un punto di vista scientifico, fu attivo nei campi dell'analisi matematica e della teoria della probabilità, competenze che trasfuse poi nei suoi studi sulla teoria del potenziale. In quest'ultimo campo, nel 1957 e 1958 pubblico tre "monumentali" scritti intitolati Markov processes and potentials, nei quali dava un contributo fondamentale alla generalizzazione della ben nota relazione tra moto browniano e potenziale e stabiliva la stretta connessione tra la teoria generale del potenziale e i processi di Markov omogenei. Questi suoi contributi si unirono a quelli di una schiera di matematici, tra cui Shizuo Kakutani, Kiyoshi Itō, Mark Kac, Joseph Leo Doob, Eugene Dynkin, Paul-André Meyer, nell'enucleazione dell'ipotesi (già emersa negli anni '30) che la teoria astratta del potenziale trovasse la sua controparte probabilistica nella teoria del moto browniano.
Al suo nome è intitolato il processo di Hunt, un particolare processo markoviano.
Il suo numero di Erdős è pari a 1, avendo egli firmato, nel 1953, uno scritto congiunto con Paul Erdős, il cui titolo era Changes of sign of sums of random variables.